# Live View

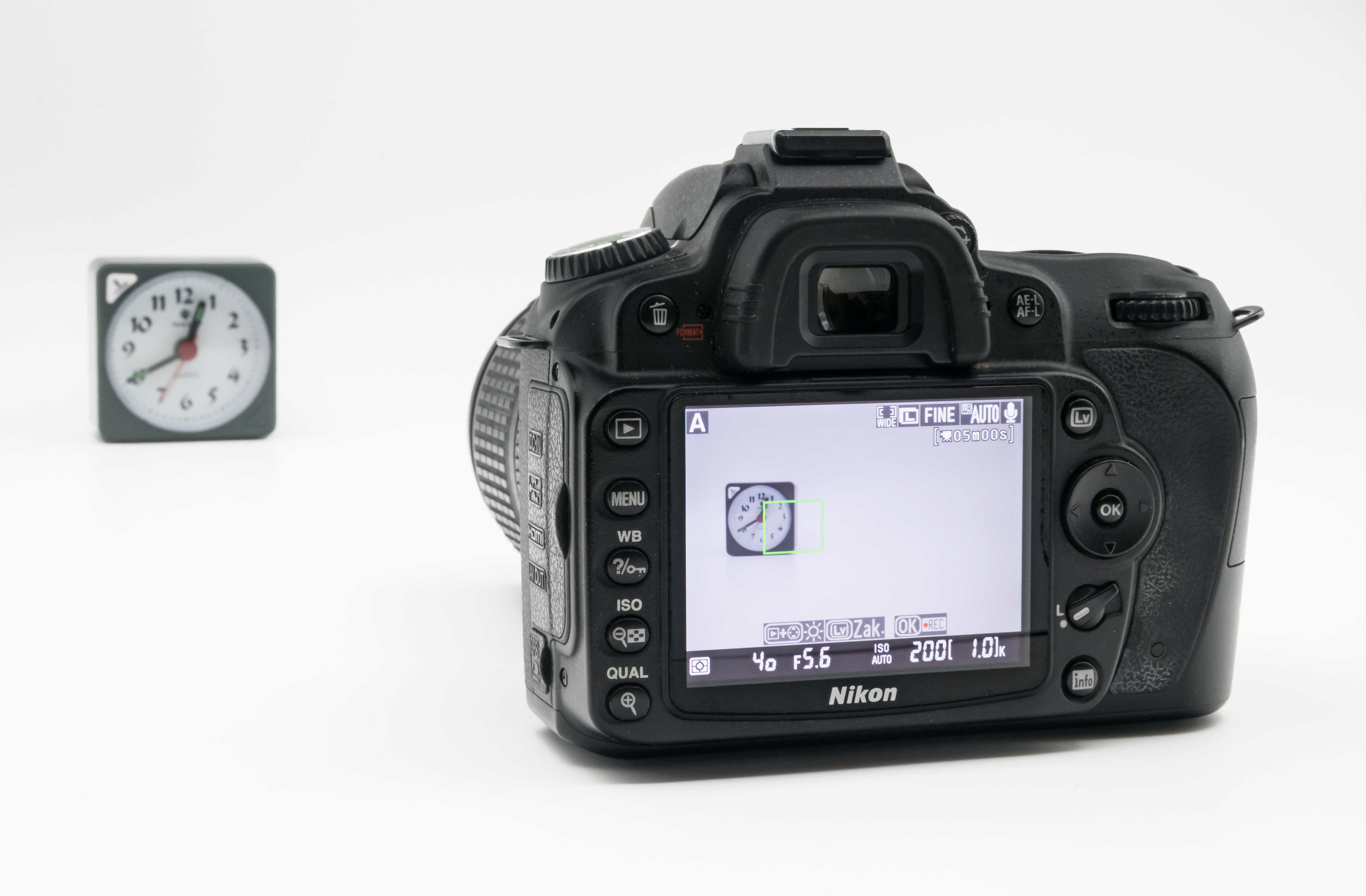
Aparat Nikon D90 w trybie Live View

Live View – funkcja aparatu cyfrowego pozwalająca na podgląd, na wbudowanym ekranie LCD, obrazu wynikowego. Jest dostępna w większości aparatów kompaktowych, a także w niektórych lustrzankach.
W typowej lustrzance cyfrowej wyświetlacz z tyłu aparatu służy do oglądania gotowych zdjęć. Nie można na nim kadrować ujęć, ponieważ wówczas obraz nie jest rejestrowany przez matrycę aparatu (tak jak ma to miejsce w aparatach kompaktowych), lecz oglądany przez fotografa przy pomocy wizjera optycznego. Problem ten rozwiązuje podniesienie lustra i utrzymanie go w tej pozycji. Obraz wtedy jest rejestrowany przez matrycę i wyświetlany „na żywo” (ang. live) na ekranie aparatu.
Czynności te zapewniają dobrą jakość obrazu wyświetlanego podczas kadrowania na ekranie, jednak obniżają szybkość wykonywania zdjęć. W celu usunięcia tego mankamentu, firma Sony w swoich lustrzankach (od modelu α300) zastosowała drugą matrycę zamontowaną w okolicy wizjera. 
| Live View w lustrzankach cyfrowych realizowane przy pomocy... | Live View w lustrzankach cyfrowych realizowane przy pomocy...                                                                                         | Live View w lustrzankach cyfrowych realizowane przy pomocy...                                                                                      |
|                                                               | ...dwóch matryc | ...jednej matrycy |
| ------------------------------------------------------------- | --- | --- |
| Zalety                                                        | - szybkość wykonywania zdjęć - mniejszy pobór prądu - mniejsze zużycie elementów lustra                                                               | - wyższa jakość obrazu wyświetlanego podczas kadrowania na ekranie - prostsza budowa całego układu - możliwość nagrywania krótkich sekwencji wideo |
| Wady                                                          | - słabsza jakość obrazu wyświetlanego podczas kadrowania na ekranie - zmniejszony wizjer (konieczność umieszczenia dodatkowej matrycy w jego okolicy) | - duże opóźnienie podczas wykonywania zdjęć - zwiększony pobór prądu - zwiększone zużycie elementów lustra (częstsze podnoszenie i opuszczanie)    |